# Aeroportul Tufi
Aeroportul Tufi (IATA: TFI, ICAO: AYTU) este un aeroport din Tufi⁠(d), Papua Noua Guinee.
aeroportul dispune de o singură pistă.